# Ròcafòrt (Avairon)
Ròcafòrt (nom occità, en francès Roquefort-sur-Soulzon) és un poble occità de Roergue (Guiena). Administrativament és una comuna del departament francès de l'Avairon, a la regió d'Occitània. És un poble conegut perquè és el lloc on es produeix el formatge rocafort.